# Sándor Szalontay
Sándor Szalontay (* 3. Juli 1990 in Santiago de Cuba, Kuba) ist ein ungarischer Radsportler, der vorrangig in Kurzzeitdisziplinen auf der Bahn wie auch im Straßenradsport aktiv ist.

## Sportliche Laufbahn
2011 machte Sándor Szalontay erstmals international auf sich aufmerksam, als er bei einem U23-Rennen im Wiener Ferry-Dusika-Hallenstadion im 1000-Meter-Zeitfahren den dritten Platz hinter Francesco Ceci und Eric Engler belegte. 2014 wurde er vierfacher ungarischer Meister auf der Bahn, im Sprint, Keirin, 1000-Meter-Zeitfahren sowie im Teamsprint mit Barnabas Toth und Peter Prájczer. 2016 gewann er den Prolog der Tour de Hongrie. 2017 wurde er nationaler Sprintmeister. Szalontay bestreitet den Bahnradsport unter schwierigen Bedingungen in Ungarn, da es keine Bahn gibt, auf der er sich adäquat auf internationale Rennen vorbereiten kann. Im Herbst 2017 war er entschlossen, sein Rad zu verkaufen und den Leistungsradsport aufzugeben.
Vor diesem Hintergrund fand sich 2018 das VeloClass Velence-Team, um mit Szalontay den derzeit erfolgreichsten ungarischen Bahnradsportler zu unterstützen. Trainiert wird er von dem ehemaligen tschechischen Radsportler und Europameister Pavel Buráň. Im Mai des Jahres stellte er in Moskau mit 9,672 Sekunden einen neuen ungarischen Rekord über 200 Meter bei fliegendem Start auf und blieb somit als erster Ungar unter zehn Sekunden über diese Distanz. Bei den nationalen Bahnmeisterschaften 2018 und 2019 errang er jeweils erneut drei Titel, 2020 erneut den in Keirin.

## Erfolge

### Bahn
2014
- Ungarischer Meister – Sprint, Keirin, 1000-Meter-Zeitfahren, Teamsprint (mit Barnabas Toth und Peter Prájczer)

2017
- Ungarischer Meister – Sprint

2018
- Ungarischer Meister – Sprint, Keirin, 1000-Meter-Zeitfahren

2019
- Ungarischer Meister – Sprint, Keirin, 1000-Meter-Zeitfahren

2020
- Ungarischer Meister – Keirin

### Straße
2016
- Prolog Tour de Hongrie